# Melvin Vissers
Melvin Vissers (Den Haag, 11 februari 1996) is een voormalig Nederlands profvoetballer die bij voorkeur als centrale middenvelder speelde. Anno 2021 speelt hij op amateurniveau bij RKVV Westlandia.

## Clubcarrière

### Sparta Rotterdam
Melvin Vissers kwam uit voor de amateurclubs ODB, VELO en Haaglandia voordat hij in 2009 in de jeugdopleiding van Sparta Rotterdam ging spelen. Bij Sparta speelde hij voornamelijk in de B1 en soms in de A1.

### AFC Ajax
Op 29 maart 2012 meldde Ajax dat het Melvin Vissers na het lopende seizoen 2011/12 overkomt van Sparta Rotterdam en een profcontract tekent dat hem tot en met 30 juni 2015 verbindt aan de Amsterdamse club. In het seizoen 2013/14 speelt Vissers in de A1. Vanwege het feit dat er veel spelers van Jong Ajax tijdens speelronde 7 afwezig waren doordat zij waren opgeroepen voor verschillende nationale elftallen mocht Vissers mee met de selectie voor de uitwedstrijd bij Achilles '29. Op 8 september 2013 maakte Vissers zijn debuut in het betaald voetbal voor Jong Ajax in de Jupiler League uit bij Achilles '29 (2-1 verlies). Hij verving na 61 minuten Davy Klaassen. Nadat Ajax besloot zijn aflopende contract niet te verlengen werkte hij eind maart 2015 een proefperiode af bij Vitesse.

### Terugkeer bij Sparta
Vissers koos echter voor een terugkeer naar zijn oude club Sparta. Eind mei tekende hij een contract dat hem voor één seizoen met een optie voor nog één seizoen aan Sparta verbond. Vissers zou tijdens de voorbereiding van het nieuwe seizoen aansluiten bij de A-selectie. Tijdens de KNVB Beker-wedstrijd tegen de amateurs van OJC Rosmalen (4—3 winst) maakte Vissers voor de eerste keer deel uit van de wedstrijdselectie. Tot een debuut kwam het echter niet. Zijn debuut voor Sparta maakte hij op 23 oktober 2015 in de competitiewedstrijd tegen NAC Breda die met 4-0 werd verloren. Vissers kwam na 70 minuten in de ploeg voor Giovanni Hiwat. Sparta liet in maart 2016 weten zijn aflopende contract niet te zullen verlengen. Vissers speelde totaal vijf wedstrijden voor Sparta, dat kampioen van de Eerste divisie wist te worden.

## Interlandcarrière

### Jeugelftallen
Vissers was als jeugdinternational actief voor de elftallen onder 15, 16 en 17 jaar. Voor het elftal onder 16 jaar was hij eenmaal trefzeker.
| Jeugdinterlands van Melvin Vissers | Jeugdinterlands van Melvin Vissers | Jeugdinterlands van Melvin Vissers | Jeugdinterlands van Melvin Vissers | Jeugdinterlands van Melvin Vissers | Jeugdinterlands van Melvin Vissers |
| Team (№ interlands)                | Datum                              | Wedstrijd                          | Uitslag                            | Soort Wedstrijd                    | Doelpunten                         |
| Als speler bij Sparta Rotterdam    | Als speler bij Sparta Rotterdam    | Als speler bij Sparta Rotterdam    | Als speler bij Sparta Rotterdam    | Als speler bij Sparta Rotterdam    | Als speler bij Sparta Rotterdam    |
| ---------------------------------- | ---------------------------------- | ---------------------------------- | ---------------------------------- | ---------------------------------- | ---------------------------------- |
| Onder 15 (1.)                      | 12 april 2011                      | Nederland - Slowakije              | 1 – 0                              | Vriendschappelijk                  |                                    |
| Onder 15 (2.)                      | 14 april 2011                      | Nederland - Slowakije              | 2 – 0                              | Vriendschappelijk                  |                                    |
| Onder 16 (1.)                      | 27 oktober 2011                    | Frankrijk - Nederland              | 4 – 1                              | 13e Tournoi Val de Marne '11       |                                    |
| Onder 16 (2.)                      | 29 oktober 2011                    | Nederland - Verenigde Staten       | 1 – 3                              | 13e Tournoi Val de Marne '11       |                                    |
| Onder 16 (3.)                      | 3 februari 2012                    | Nederland - Portugal               | 2 – 0                              | Int. jeugdtoernooi Portugal '12    |                                    |
| Onder 16 (4.)                      | 5 februari 2012                    | Nederland - Israël                 | 0 – 0                              | Int. jeugdtoernooi Portugal '12    |                                    |
| Onder 16 (5.)                      | 7 februari 2012                    | Italië - Nederland                 | 2 – 1                              | Int. jeugdtoernooi Portugal '12    | 16'                                |
| Als speler bij Ajax                |                                    |                                    |                                    |                                    |                                    |
| Onder 17 (1.)                      | 12 september 2012                  | Duitsland - Nederland              | 2 – 0                              | Vier-Nationen-Turnier              |                                    |
| Onder 17 (2.)                      | 17 september 2012                  | Italië - Nederland                 | 0 – 1                              | Vier-Nationen-Turnier              |                                    |
| Onder 17 (3.)                      | 8 februari 2013                    | Portugal - Nederland               | 1 – 1                              | XXXVI Torn. Int. do Algarve'13     |                                    |
| Onder 17 (4.)                      | 12 februari 2013                   | Nederland - Engeland               | 1 – 0                              | XXXVI Torn. Int. do Algarve'13     |                                    |
| Onder 17 (5.)                      | 6 maart 2013                       | Nederland - Finland                | 3 – 1                              | Vriendschappelijk                  |                                    |
| Onder 17 (6.)                      | 21 maart 2013                      | Nederland - Ierland                | 2 – 2                              | EK kwalificatie 2013               |                                    |
| Onder 17 (7.)                      | 23 maart 2013                      | Italië - Nederland                 | 1 – 0                              | EK kwalificatie 2013               |                                    |
| Onder 17 (8.)                      | 26 maart 2013                      | Nederland - Noorwegen              | 1 – 1                              | EK kwalificatie 2013               |                                    |

## Carrièrestatistieken

### Beloften
| Seizoen | Club      |                    | Competitie     | Competitie | Competitie |
| Seizoen | Club      | Wed.               | Competitie     | Dlp.       |            |
| ------- | --------- | ------------------ | -------------- | ---------- | ---------- |
| 2013/14 | Jong Ajax | Vlag van Nederland | Eerste divisie | 2          | 0          |
| Totaal  | Totaal    | Totaal             | Totaal         | 2          | 0          |

### Senioren
| Seizoen         | Club             | Land               | Competitie      | Competitie | Competitie | Beker | Beker | Internationaal | Internationaal | Overig | Overig | Totaal | Totaal |
| Seizoen         | Club             | Land               | Competitie      | Wed.       | Dlp.       | Wed.  | Dlp.  | Wed.           | Dlp.           | Wed.   | Dlp.   | Wed.   | Dlp.   |
| --------------- | ---------------- | ------------------ | --------------- | ---------- | ---------- | ----- | ----- | -------------- | -------------- | ------ | ------ | ------ | ------ |
| 2015/16         | Sparta Rotterdam | Vlag van Nederland | Eerste divisie  | 5          | 0          | 1     | 0     | —              | —              | —      | —      | 6      | 0      |
| Club totaal     | Club totaal      | Club totaal        | Club totaal     | 5          | 0          | 1     | 0     | 0              | 0              | 0      | 0      | 6      | 0      |
| Carrière totaal | Carrière totaal  | Carrière totaal    | Carrière totaal | 5          | 0          | 1     | 0     | 0              | 0              | 0      | 0      | 6      | 0      |

Bijgewerkt t/m 20 december 2015 

## Erelijst

### Sparta Rotterdam
| Nationaal      |    |      |
| Jupiler League | 1x | 2016 |